# Madeira Challenger 1988
Il Madeira Challenger 1988 è stato un torneo di tennis facente parte della categoria ATP Challenger Series nell'ambito dell'ATP Challenger Series 1988. Il torneo si è giocato a Madera in Portogallo dal 7 al 13 marzo 1988 su campi in cemento.

## Vincitori

### Singolare
Javier Sánchez ha battuto in finale  David Lewis con il punteggio di 6–1, 6–1

### Doppio
David Felgate /  Nick Fulwood hanno battuto in finale  Jon Levine /  Nduka Odizor con il punteggio di 7–5, 7–5